# Lars Peder Hedberg
Lars Peder Hedberg, född 30 juli 1949 i Borås, död 7 november 2021 i Stockholm, var en svensk journalist och affärsman.
Hedberg startade tillsammans med Richard Ohlson företaget Intellecta som arbetade med företagskommunikation.
Hedberg var även drivande inom ett flertal magasin. Tillsammans med Bobo Karlsson startade Hedberg magasinet STHLM City och 1994 erhöll Hedberg Stora Journalistpriset för sin nystartade livsstilsmagasinet Intrig. Han köpte upp och ändrade inriktningen på den då krisande tidningen Gourmet, och var en av grundfinansiärerna till QX Förlag.
Tillsammans med Mikael Mölstad medgrundare och huvudägare i White Guide.
Tillsammans med Curt Bergfors tog Hedberg fram konceptet för världens största pris inom matområdet, Food Planet Prize, och hur det ska bidra till en hållbar livsmedelsförsörjning. Han ledde stiftelsen Curt Bergfors Foundation från starten 2019.
Han är gravsatt på Galärvarvskyrkogården i Stockholm.